# 신암로 (대구)
신암로(Sinam-ro)는 대구광역시 중구 동인동 동인네거리에서 동구 신암동 공고네거리를 잇는 대구광역시의 도로이다.

## 주요 경유지
대구광역시
- 중구 (동인동) - 북구 (칠성동) - 동구 (신암동)

## 노선
| 이름          | 접속 노선                      | 소재지        | 소재지                           | 비고          |
| 동덕로와 직결 | 동덕로와 직결                  | 동덕로와 직결 | 동덕로와 직결                    | 동덕로와 직결 |
| ------------- | ------------------------------ | ------------- | -------------------------------- | ------------- |
| 동인네거리    | 대구광역시도 제54호선 (태평로) | 중구          | 동인동                           |               |
| 동인지하차도  |                                | 중구          | 동인동                           |               |
|               | 북구                           | 칠성동        |                                  |               |
| (이름없음)    | 북구                           | 칠성동        | 칠성시장로                       |               |
| 칠성교네거리  | 북구                           | 칠성동        | 대구광역시도 제56호선 (칠성남로) |               |
| 칠성교        | 북구                           | 칠성동        |                                  |               |
|               | 동구                           | 신암동        |                                  |               |
| 공고네거리    | 동구                           | 신암동        | 송라로 대현로                    |               |
| 아양로와 직결 |                                |               |                                  |               |

## 주요 건물 및 시설
- 엔젤리너스 대구칠성시장역점 (신암로 51/대현동 353)
- 신협 동촌신협 대현지점 (신암로 57/대현동 322-15)
- 삼성디자인플라자 신암점 (신암로 64/신암동 1298-109)
- 농협 대구영업부 (신암로 67/신암동 332-3)
- 대구신암2동우체국 (신암로 76/신암2동 1289-2)
- LG유플러스 신암동 강남약국점 (신암로 98/신암동 1196-2)
- S-OIL 신암로주유소 (신암로 117/신암동 821-24)